# Майкопский звериный стиль
Майкопский звериный стиль — звериный стиль, использованный при создании артефактов (золотых, серебряных и бронзовых), обнаруженных при раскопке Майкопского кургана, а также других предметов Майкопской археологической культуре, которая датируется второй половиной IV тыс. до н. э.

## Общие характеристики, особенности стиля
Некоторые ученые признают сюжетное сходство майкопских памятников с памятниками Трои, Аладжи и Ура, при этом выделяют майкопскую коллекцию как отдельный художественный стиль.
М. В. Андрева (Москва), проводила исследования изображений на двух серебряных сосудах из Майкопского кургана, а также и всей металлопластики данного кургана, и установила следующие характерные особенности :
 — определенный набор животных, изображения которых занимают центральное место,
 — композиционное оформление в виде процессии или ряда фигур,
 — отсутствие фантастических существ,
 — предельная типизация образов,
 — простота и геометризм рисунка
 — четко видимая связь изображений животных с космогоническими представлениями.
Далее, опираясь на установленные характеристики, М. В. Андрева, сделала следующие выводы :
1) вышеуказанные особенности делают несопоставимыми майкопские изделия с такими изделиями как ваза Энтемены из Телло (Лагаша) или фигурки козлов и быков из Царского могильника Аладжи-уйюк, то есть значительные различия между майкопскими изделиями и произведениями шумерского искусства второй четверти — конца III тысячелетия до н. э. исключает возможность их объединения в рамках одной художественной традиции.
2) наличие в сюжета майкопских изображений «процессии животных» встречается в искусстве Двуречья конца IV-начала III тысячелетия до н. э., что указывает на культурную близость майкопских образцов с памятникам первой половины Протописьменного периода в Южной Месопотамии.
3) Однако, есть и значимые различия в пропорциях и деталях рисунка, которые не позволяют объединить шедевры ювелирного искусства из Майкопа с шумерскими центрами ремесла.

## Влияние на соседние культуры
Есть мнение что истоки скифского звериного стиля восходят к майкопскому звериному стилю.